# 윈지코리아컨설팅
윈지코리아컨설팅 (WinGKorea Consulting)은 대한민국의 공공정책·정치컨설팅 기업으로 현재는 박시영이 대표로 있다.
조직은 크게 여론조사·공공정책·홍보PR의 세 부문으로 구성되어 있고, 이들은 각자의 분야에서 전문가 그룹의 자문을 받는다. 컨설팅 업무가 주로 이루어지는 영역은 정치·선거, 자치단체·공공기관, 홍보·위기관리, 여론조사 등으로 나뉘는데, 어떤 영역에서든 유권자 또는 고객의 니즈(needs)가 우선적으로 고려되는 요소 중 하나라는 공통점이 있으며, 빅데이터를 활용한 조사와 분석은 정성적·정량적인 면을 둘 다 포괄한다.
윈지코리아에 컨설팅을 요청한 의뢰인들은 정부·공공기관·자치단체·정당·민간단체·개별 정치인 등 공공과 민간의 영역을 가리지 않고 널리 분포해 있다. 윈지코리아는 2012년부터 현재까지 있었던 총선과 대선에서 항상 컨설턴트로서 참여했다.

## 같이 보기
- 민주연구원
- 이근형